# Øystein Rian
Øystein Rian (* 23. Februar 1945 in Lillehammer) ist ein norwegischer Historiker und Autor.

## Leben
Rian wuchs in Lillehammer auf. Sein jüngerer Bruder ist der norwegische konservative Politiker Erlend Rian. Rian studierte Geschichte in Norwegen. Er lehrte als Hochschullehrer ab 1977 an der Hochschule Telemark und ab 1993 bis 2015 an der Universität Oslo. Als Autor schrieb er mehrere Bücher. Sein Arbeits- und Lehrschwerpunkt ist die Geschichte Norwegens und Dänemarks von 1536 bis 1814. Rian ist Mitglied der Norwegischen Akademie der Wissenschaften.

## Werke (Auswahl)
- Jens Juels stattholderskap 1618–1629, 1975
- Vestfolds historie. Grevskapstiden 1671–1821, 1980
- Foreningen med Danmark 1536–1814, Band 1 von Norsk utenrikspolitikks historie, 1995
- Den nye begynnelsen 1520–1660, Band 5 von Aschehougs Norgeshistorie, 1995
- Bratsberg på 1600-tallet, 1997
- Den aristokratiske fyrstestaten 1536–1648, Band 2 Danmark-Norge 1380–1814, 1997
- Maktens historie i dansketiden, 2003
- Embetsstanden i dansketida, 2003
- For Norge kjempers fødeland. 12 portrett frå dansketida, 2007

## Auszeichnungen und Preise (Auswahl)
- 1996: Sverre Steen Prize für Den nye begynnelsen 1520–1660, Band 5 von Aschehougs Norgeshistorie